# Perfokarta
Perfokarta – grupa literacko-artystyczna założona przez filozofów i poetów: Tomasza Misiaka, Romana Bromboszcza i Szczepana Kopyta w 2005 roku. Zajmuje się sztuką komputerową i cyberkulturą, muzyką elektroniczną i poezją cyfrową. Sposobami prezentacji są publikacje w czasopismach, książki naukowe i literackie oraz wystawy sztuki współczesnej. Duża część produkcji artystycznej jest umieszczana w sieci, ma charakter net artowy, generatywny lub interaktywny. Aktualnie funkcjonuje jako kolektyw, zbiór autonomicznych indywiduów, do którego należą lub należeli, poza wspomnianą trójką, Łukasz Podgórni, Dominik Popławski, Piotr Płucienniczak, Tomasz Pułka, Miron Tee, Leszek Onak, Ewa Sonnenberg, Monika Sadowska, Kamil Brewiński, Karol Firmanty, Michał Brzeziński oraz Marcin Pińkowski. Nowymi wyznacznikami twórczości artystycznej i naukowej dla wymienionych osób stały się kategorie: postmedium i hybrydyczność.

## Wybrane wystawy
- Fail.unlimited, galeria AT, Poznań 2008
- Głos i fonem, galeria Siłownia, Poznań 2013
- zMowa botów, galeria SIłownia, Poznań 2014
- Festiwal Permutacje, CKiS Wieża Ciśnień, Konin 2017
- Symbiosis (as) units, w ramach Mediations Biennale, MTP Poznań 2018

## Publikacje
- Arterie 3 (9) 2010
- Roman Bromboszcz, Estetyka zakłóceń, Poznań 2010
- Roman Bromboszcz, Poezja cybernetyczna, hipertekst, liberatura, poezja neolingwistyczna. Geneza i struktura nowych zjawisk w literaturze polskiej [w:] (red.) Eugeniusz Wilk, Monika Górska-Olesińska, Od liberatury do e-literatury, Opole 2011
- Roman Bromboszcz, PC-net. Współpraca heterarchiczna w projektach artystycznych [w:] (red.) Monika Górska-Olesińska, Liberatura, e-literatura i... Remiksy, remediacje, redefinicje, Opole 2012
- Roman Bromboszcz, Kultura cybernetyczna i jakość, Poznań 2014
- Roman Bromboszcz, Neokonkretyzm – oblicza zjawiska: tekstualność, poezja kodu, cyberdramat [w:] (red.) Danuta Dąbrowska-Wojciechowska, Małgorzata Każmierczak, Tekst wizualny jako forma metasztuki, Szczecin 2017
- Książka i co dalej 7 [katalog], Galeria AT, Poznań 2008
- Tomasz Misiak, Estetyczne konteksty audiosfery, Poznań 2009
- Tomasz Misiak, Kulturowe przestrzenie dźwięku, Poznań 2013
- Andrew Pickering, The Cybernetic Brain. Sketches of Another Future, Chicago, London, 2011
- Poezja cybernetyczna [katalog], Centrum Kultury i Sztuki, galeria sztuki Wieża Ciśnień, Konin 2007
- Pro Arte 23 2006
- Rita Baum 13 2008
- Wakat 9 2011